# 長善館
長善館（ちょうぜんかん）は、江戸時代後期、越後長岡藩粟生津村(維新後新潟県西蒲原郡粟生津村、現燕市)に存在した私塾である。

## 概要
天保4年(1833年)に漢学者鈴木文臺によって創設された。明治45年(1912年)まで約80年間、北越を中心に千人以上を教育した。明治22年(1889年)8月の文部省官報では、三餘堂と共に北越の「私学の双璧」とされている。昭和42年(1967年)には長善漢学塾資料283点が県指定文化財となった。

### 長善館史料館
現在、跡地には史料館があり、長善館や鈴木家についての資料に加え、1837年に落下した米納津隕石のレプリカを展示している。2016年6月には、史料館近くの鈴木家本家の跡地に、高齢者生活支援施設「長善のさと」が開所する予定である。

## 長善館の教師
- 鈴木文臺(ぶんだい・陣蔵、1796年-1870年)

初代館主。38歳のときに近隣の子弟を集めて漢学を教えたのが長善館の始まりである。良寛との親交でも知られる。
- 鈴木惕軒(てきけん・健蔵、1836年-1896年)

二代館主。小川家に生まれ文臺に師事し、後に文臺の二女菊子と婚姻、長善館を継ぐ。子に柿園・彦嶽・豹軒。
- 鈴木柿園(しえん・鹿之介、1861年-1887年)

惕軒二男(戸籍上は長男)。長善館で教授し、また西蒲原中学校の漢学教師ともなった。
- 鈴木彦嶽(げんがく・時之介、1868年-1919年)

三代館主。惕軒三男(戸籍上は次男)。長善館閉館後は粟生津郵便局初代局長となる。

## 主な門下生
- 長谷川鉄之進
- 長谷川泰
- 大竹貫一
- 桂湖村
- 小柳司気太
- 鈴木豹軒

## 戊辰戦争と長善館出身者
戊辰戦争の際、長岡藩は河井継之助の指揮の下、奥羽越列藩同盟に加盟し、新政府軍と戦端を開き、北越戦争が勃発した。しかし長岡藩にあっても河井の方針に従わず新政府軍に与した勤皇主義者が存在し、その中に長善館出身者が多くいた。
長善館出身者の高橋竹之介らは、1864年(元治元年)方義隊(後に居之隊と改名)を結成し、同じく長善館出身の長谷川鉄之進も幹部に加わった。他の長善館出身者に窪沢円一、柳下安太郎などがおり、館主の惕軒自身も関与していた。戊辰戦争が始まると、高橋らは長岡藩の情勢を新政府軍に報告し、小千谷談判決裂の一因となったとも言われている。文臺は彼らの活動を良しとしていなかったらしく、文臺と惕軒の間に確執があったことが惕軒の日記からうかがえる。
一方長岡藩に従軍した長善館出身者もいた。長谷川泰は河井継之助に見出されて長岡藩の軍医(三人扶持)となり、戦傷者の治療に当たった。左足に重傷を負った河井を最初に診たのも長谷川であったが、治療の甲斐なく、河井は死去する。別の長善館出身の医師竹山屯は官軍に属し、高崎藩の藩医となったから、同門の出身であり、後の新潟を代表する著名な医者が敵味方に分かれて従軍していたことになる。

## 資料・文献
- 新潟県教育委員会 新潟県文化財調査報告書第十四「長善館学塾資料(上)(下)」 (1974年)
- 長善館史蹟保存会 「長善館餘話」 (1987年)
- 吉田勝「越北の鴻都 長善館ものがたり 人物に見る八十年の歩み」 (2009年)
- 池田雅則「私塾の近代 越後・長善館と民の近代教育の原風景」 (2014年)
- 長善館史料館所蔵資料調査会 「長善館史料館所蔵資料目録」 (2017年)